# Marc Aureli Probe
Marc Aureli Probe (llatí: Marcus Aurelius Probus) fou emperador romà del 276 al 282. Era nadiu de Sírmium a Pannònia. Va ascendir al tron a la mort de Tàcit, aclamat per les tropes, però com que el germà de Tàcit, Probe també aspirava al càrrec, va haver de passar un temps abans no es va fer oficial la seva titularitat. Es va distingir lluitant contra diversos pobles invasors i es va guanyar el títol de Germanicus Maximus. Sembla que la seva idea d'un exèrcit amb funcions civils no va agradar a les tropes i va ser la causa de la seva mort.

## Joventut
El seu pare es deia Dalmaci i fou un centurió destacat que va arribar al rang de tribú militar i va morir a Egipte, deixant una fortuna moderada a la seva vídua, al fill i la filla.
El jove Probe va cridar l'atenció de Valerià I, que vulnerant les regles militars el va nomenar tribú. Es va destacar en la guerra contra els sàrmates a l'altra banda del Danubi, on va obtenir les màximes condecoracions, i la corona cívica per rescatar dels quades a un parent de l'emperador de nom Valeri Flac. Després es va destacar a Àfrica, Egipte, Aràbia, Escítia, Pèrsia, Germània i a la Gàl·lia. La seva liberalitat en el repartiment del botí li garantia el suport de les tropes.

## Ascens
Fou nomenat governador d'Orient per l'emperador Tàcit, i a la seva mort les tropes de Síria el van proclamar al seu lloc. Florià, el seu rival al tron, fou ràpidament eliminat. Probe fou reconegut pel senat romà, ben acceptat pel poble i per les altres legions.
El seu regnat fou una contínua successió d'èxits militars. A la Gàl·lia va lluitar contra els lugis, els alamans i els francs que havien travessat el Rin; va recuperar sis ciutats, va matar quatre-cents mil germànics, els quals va expulsar cap a l'altre costat del riu. Va entrar a Germània i va integrar, degudament repartits, a setze mil germànics entre les legions romanes; va establir una sèrie de fortaleses a l'interior de Germània que va planejar convertir en província. Per aquestes actuacions el senat li va concedir el títol de Germanicus Maximus.

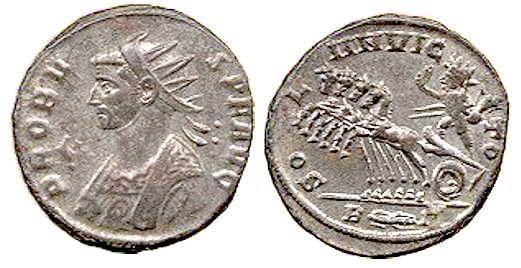
Moneda encunyada durant el regnat de Probe (vora el 280): mostra al revers la divinitat solar Sol Invictus que munta una quadriga. Probe emeté moltes monedes diferents durant el seu règim de sis anys.

Després va marxar a Rècia, Nòric i a Tràcia on els vàndals causaven conflictes i foren obligats a una submissió o a una aliança; els bandits d'Isàuria i els salvatges blèmies del sud d'Egipte foren derrotats i dispersats. Després va ordenar la reconstrucció de ponts sobre el Nil i els seus canal, al voltant dels quals hi havia establerta la major producció de cereals de l'imperi. Amb Pèrsia es va signar un tractat. Les revoltes de Juli Saturní a Alexandria, i de Tit Eli Pròcul i Bonós a la Gàl·lia foren suprimides ràpidament.
Al seu retorn a Roma va celebrar un triomf i va decidir dedicar-se a la reforma de l'administració civil; va confirmar els privilegis del senat, va promoure l'agricultura eliminant les restriccions pernicioses, molts bàrbars foren traslladats de les fronteres a l'interior de l'imperi en regions més tranquil·les on se'ls va donar terra i es va encoratjar a protegir les seves propietats.

## Caiguda
Per mantenir la disciplina entre les tropes, les va utilitzar per portar a terme les obres públiques necessàries o altres feines útils com ara plantar vinyes a la Gàl·lia, a Pannònia i en altres districtes on calia reactivar l'economia. Va expressar que esperava que un dia els soldats ja no serien necessaris perquè hi hauria pau i això va alarmar els militars. Un dia, un grup nombrós de soldats que estaven assecant una llacuna a la vora de Sírmium es van amotinar i van atacar l'emperador; aquest va intentar salvar-se refugiant-se en una torre, però finalment fou mort pels amotinats (282). Una altra versió diu que les tropes del pretori de Síria van proclamar emperador el seu governador, Marc Aureli Car, llavors Probe va anar juntament amb un exèrcit per enderrocar aquesta usurpació, però quan van arribar-hi els soldats es van passar al bàndol contrari i el van assassinar.